# Província de Liubliana

Demarcação da província em verde escuro após a invasão da Iugoslávia (c. 1941)

Província de Liubliana (em italiano:  Provincia di Lubiana, em esloveno:  Ljubljanska pokrajina, em alemão:  Provinz Laibach) foi uma província do Reino da Itália proclamada pelo decreto real de 3 de maio de 1941, estabelecida nos territórios da atual Eslovênia ao sul da linha Vrhnika-Jezica-Cerklje como resultado do desmembramento do Reino da Iugoslávia alcançado no acordo fechado em Viena em abril de 1941 pela Itália fascista e a Alemanha nazista. Após a capitulação da Itália em setembro de 1943, a província foi ocupada pelo Terceiro Reich, que a incorporou em sua Zona de Operação do Litoral Adriático (Adriatisches Küstenland). O território ocupado foi libertado em maio de 1945.